# Aghbalou Aqorar
Aghbalou Aqorar (en àrab أغبالو اقورار, Aḡbālū Aqūrār; en amazic ⴰⵖⴱⴰⵍⵓ ⴰⵇⵓⵕⴰⵕ) és una comuna rural de la província de Sufruy, a la regió de Fes-Meknès, al Marroc. Segons el cens de 2014 tenia una població total de 9.715 persones.